# Sónar
O Sónar é um festival de música, criatividade e tecnologia, fundado em Barcelona em 1994 por Ricard Robles, Enric Palau e Sergi Caballero. Desde o seu início, o festival é dividido em duas partes: Sónar by Day e Sónar by Night, com um congresso de três dias chamado Sónar+D dedicado à Criatividade, Tecnologia e Negócios, que ocorre simultaneamente desde 2013. Além do evento principal em Barcelona, o Sónar realiza eventos ao redor do mundo, com festivais anuais ocorrendo em Bogotá, Buenos Aires, Hong Kong e Reykjavik.
Em 2023, foi celebrado o 30º aniversário do festival em Barcelona, juntamente com festivais Sónar em Lisboa (pela segunda vez) e Istambul (pela sétima vez).
Artistas que já se apresentaram no Sónar incluem Björk, Thom Yorke, Jean-Michel Jarre, Duran Duran, Grace Jones, Beastie Boys, De La Soul, Kraftwerk, Gorillaz, New Order, Skrillex, Diplo, M.I.A., Arca, Rosalía, Yo La Tengo, Chic, Ryuichi Sakamoto e Aphex Twin.

Em 2017, o The New York Times afirmou: "O Sónar se transformou em uma instituição europeia... É um festival do experimental e do popular, do sutil e do explícito, com apresentações que vão de pequenas performances em auditórios a música de dança em estádios lotados."